# رایکو آلکسیچ
رایکو آلکسیچ (کرواتی: Rajko Aleksić؛ زادهٔ ۱۹ فوریهٔ ۱۹۴۷) بازیکن فوتبال اهل یوگسلاوی بود.
از باشگاه‌هایی که در آن بازی کرده‌است می‌توان به باشگاه فوتبال المپیک لیون و باشگاه فوتبال وویوودینا اشاره کرد.
وی همچنین در تیم ملی فوتبال یوگسلاوی بازی کرده‌است.